# Hilary Smart
Hilary Hurlburt Smart (29 juli 1925 - 8 januari 2000) was een Amerikaanse zeiler en Olympisch kampioen. Hij nam deel aan de Olympische Zomerspelen van 1948 in Londen waar hij een gouden medaille won in de Star-klasse met de boot Hilarius, samen met zijn vader Paul Smart. 
Na deelname aan de Olympische Spelen bleef Smart bijna vijf jaar nog in de Star-klasse zeilen. Hij zeilde tweemaal voor het wereldkampioenschap. Hij werd vicevoorzitter van de nationale verkoop bij Libbey-Owens-Ford en voorzitter van Airwick Professional Products. 

## Vroege leven
Hilary Hurlburt Smart werd geboren op 29 juli 1925. Zijn vader was Paul Smart. Hoewel Hilary geboren werd te New York, werd hij opgevoed in Darien (Connecticut). In 1943 werd hij deel van het Aviation Cadet Training Program waar een specialist was in navigatie. Smart deed daar dienst tot 1945. Smart heeft op de Choate School gezeten. Hij won een interacademische Star-klassekampioenschap in 1946 toen hij een bachelorstudent was aan de Harvard University. Smart was een afgestudeerde van The Choate School en een afgestudeerde van Harvard College in 1947. Als student op Harvard was hij lid van de Varsity Club, de Delphic Club, de Crimson Key Society (een oprichter) en de Hasty Pudding Club.

## Olympische Zomerspelen van 1948
Smart was een concurrent op de Olympische Zomerspelen van 1948. Hij nam deel aan het zeilevenement met zijn vader als partner. Er werden zeven races gehouden op het evenement. In de eerste race eindigden de Smarts op de vierde plaats met een tijd van 1:58.52. De twee eindigden de tweede race met een tijd van 1:52.12, waardoor ze naar de eerste plaats schoven, hoewel de derde race hen terug deed vallen naar de tweede plaats, na Joaquim Fiúza en Júlio Gourinho die niet iets sneller eindigden. In de vierde race heroverden de Smarts de eerste plaats, hoewel ze derde eindigden in de vijfde race en gediskwalificeerd werden uit de zesde. In de zevende race eindigen ze zesde. De Smarts wonnen de meeste punten qua prestatie in elke race. Ze kregen een gouden medaille.
Hij beschreef zijn Olympische overwinning vaak als "het ongelooflijke gevoel van het kijken naar de fakkel die binnenkomt in het Olympische Stadium. Het maakte me trots en deed me verantwoordelijk voelen om te denken dat mijn vader en ik de enige Amerikanen waren in onze specialiteit waarin dat elk land slechts twee bemanningsleden per boot mag hebben".
In mei 1992 zei Smart het volgende tegen Boston Globe over zijn overwinning:
"We had to compete in seven races in 10 days, and the pressure was intense. We won two races and had two seconds. Going into the last race, we had to finish at least ninth to clinch the gold – and we finished sixth. It was kind of like playing a golf tournament knowing you can win by getting par instead of shooting for birdies. It was, in a way, a difficult position to be in because, if we were too careful, there's a chance it can slip away."— Hilary Smart

## Na de Olympische Spelen
Smart bleef nog 50 jaar aan zeilen doen na zijn Olympische overwinning om in de Star-klasse te blijven deelnemen. Hij werd tweemaal gekwalificeerd voor het wereldkampioenschap, in 1981 en in 1985. Hij ging in Weston (Massachusetts) en gaf 's zondags les en acteerde in zijn kerkelijke dramagroepje. Smart werd vicevoorzitter van de nationale handelaar Libbey-Owens Ford Sales Co. Na die job werd hij voorzitter van Airwick Professional Products.
Smart trouwde met Nancy Childs en had vier kinderen. In 1999 moest Smart een rolstoel gebruiken en een zuurstoffles. Hij stierf op 8 januari 2000 thuis in Weston op 74-jarige leeftijd een natuurlijke dood. Hij liet op dat moment zijn kinderen en zijn negen kleinkinderen achter.
1932: Andrew Libano / Gilbert Gray ·
1936: Peter Bischoff / Hans-Joachim Weise ·
1948: Hilary Smart / Paul Smart ·
1952: Agostino Straulino / Nicolò Rode ·
1956: Herbert Williams / Lawrence Low ·
1960: Timir Pinegin / Fjodor Sjoetkov ·
1964: Durward Knowles / Cecil Cooke ·
1968: Lowell North / Peter Barrett ·
1972: David Forbes / John Anderson ·
1980: Valentin Mankin / Aleksandr Moezyenko ·
1984: William Earl Buchan / Steven Erickson ·
1988: Mike McIntyre / Bryn Vaile ·
1992: Mark Reynolds / Hal Haenel ·
1996: Torben Grael / Marcelo Ferreira ·
2000: Mark Reynolds / Magnus Liljedahl ·
2004: Marcelo Ferreira / Torben Grael ·
2008: Iain Percy / Andrew Simpson ·
2012: Fredrik Lööf / Max Salminen